# Maskerklauwier
De maskerklauwier (Lanius nubicus) is een zangvogel uit de familie klauwieren (Laniidae). 

## Kenmerken
De vogel is met een lengte van 17 tot 18,5 cm kleiner dan alle andere soorten klauwieren. De staart is relatief lang en zwart gekleurd. Het mannetje heeft een zwarte rug, oogstreep en kruin. Tussen de kruin en de oogstreep, op het voorhoofd en op de hals is de vogel wit, verder zit er op de vleugel een grote witte vlek. De buik en borst zijn licht en de flanken zijn oranje. Het vrouwtje lijkt soms sterk op het mannetje, maar is gemiddeld doffer en grijs gekleurd daar waar het mannetje zwart is.

## Verspreiding en leefgebied
De maskerklauwier komt als broedvogel voor van Griekenland tot zuidwestelijk Iran en overwintert in Afrika en in het zuiden van het Arabisch schiereiland. Het leefgebied bestaat uit half open, deels bebost terrein. Afwisseling van open plekken en struikgewas is belangrijk. De maskerklauwier zit niet zoals de andere klauwiersoorten op opvallende plaatsen, maar houdt zich meer schuil.

## Voorkomen in Nederland
De vogel is in Nederland een hele zeldzame dwaalgast die slechts één keer is gezien, namelijk in 2016 op Terschelling.

## Status
De maskerklauwier heeft een groot verspreidingsgebied en daardoor is de kans op de status kwetsbaar (voor uitsterven) niet zo groot. De grootte van de populatie werd in 2016 ruw geschat tussen de 120 en 350 duizend individuen. De vogel gaat in aantal achteruit. Echter, het tempo ligt onder de 30% in tien jaar (minder dan 3,5% per jaar). Om deze redenen staat de maskerklauwier als niet bedreigd op de Rode Lijst van de IUCN.

## Galerij

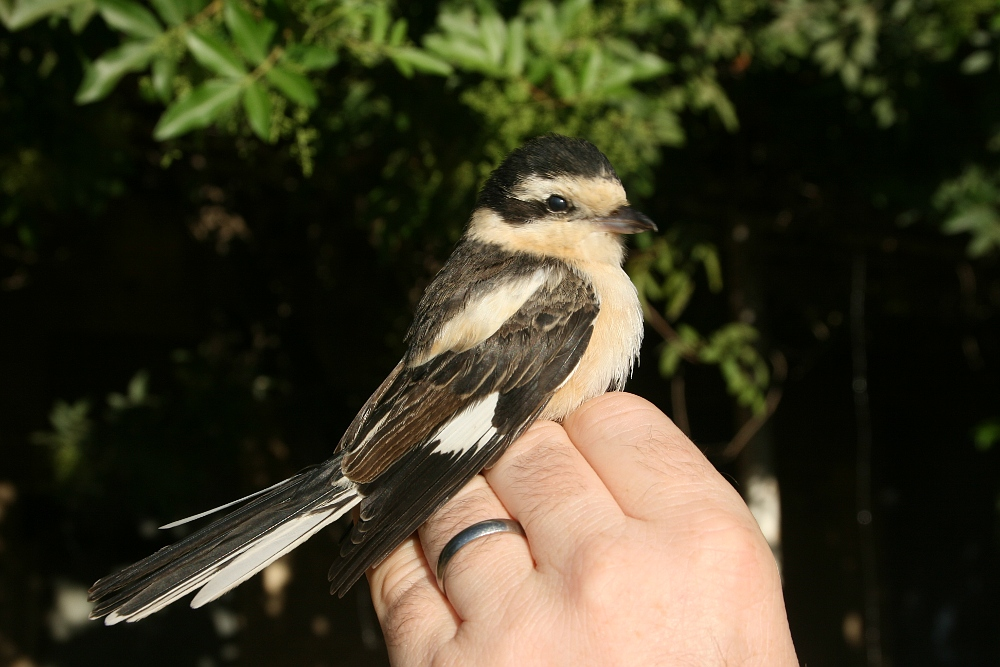
Volwassen vrouwtje
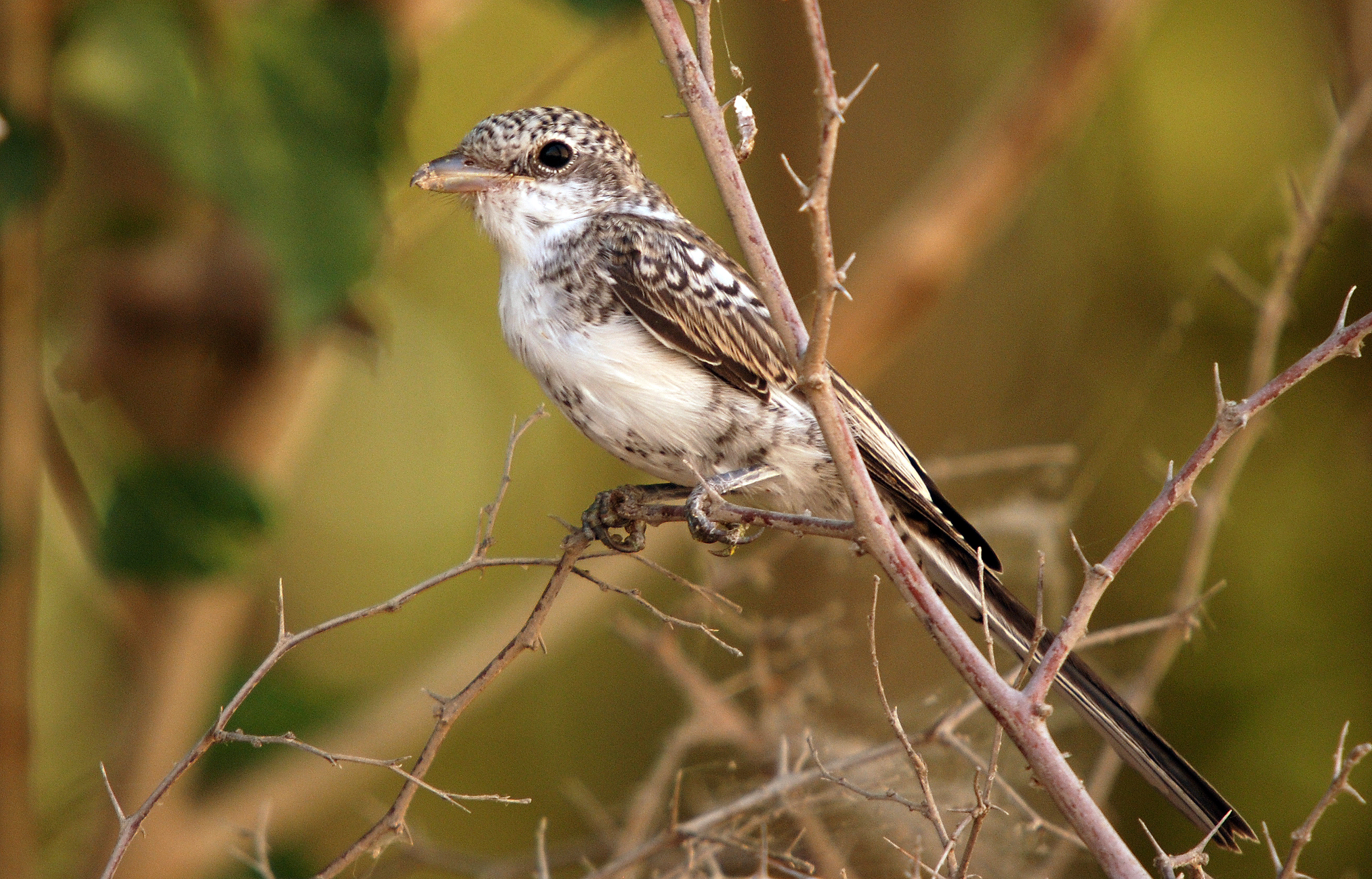
Onvolwassen vogel